# محمد قديش
محمد قديش (24 يوليو 1942 - 21 أغسطس 2020)، هو طبيب قلب تونسي، كان الطبيب الشخصي للرئيس التونسي الراحل زين العابدين بن علي.

## وفاته
توفي يوم الجمعة 21 أغسطس 2020.